# Daniel Baldwin
Daniel Leroy Baldwin (Massapequa, Nova York, 5 d'octubre de 1960) és un actor estatunidenc famós per pel·lícules com Una última copa, Doble risc, The True Story of My Life (1992), Mulholland Falls (1996), Vampirs, The Pandora Project (1998), Stealing Candy (2002), Paparazzi i Grey Gardens (2009). És conegut pel seu paper com el detectiu Beau Felton en la popular sèrie de televisió de NBC Homicide: Life on the Street.

## Biografia
Baldwin va néixer a Massapequa a l'estat de Nova York, i va ser criat, com la resta dels seus germans, en una família catòlica d'ascendència irlandesa, anglesa i francesa. Té cinc germans: Elizabeth Keuchler (nascuda el 1955), Alec Baldwin, William Baldwin, Jane Sasso (nascuda el 1965) i Stephen Baldwin. Els seus germans Stephen, William i Alec Baldwin són també actors de renom. És cosí de l'actor Joseph Baldwin. Daniel Es va destacar en futbol americà i bàsquet en la secundària. Es va graduar el 1979 de l'Escola Alfred G. Berner High School a Massapequa.
Després d'anys d'haver estat treballant en diverses ocupacions va decidir entrar en el món de l'espectacle com a actor. Va debutar el 1988 en el telefilm Too Good to be True. Va continuar en aquest format, amb algunes produccions mitjanament reeixides, com L.A. Takedown, estrenada el 27 d'agost de 1989 per la cadena NBC.
Aquell mateix any el seu germà William va obtenir un paper en el llargmetratge d'Oliver Stone Nascut el 4 de juliol protagonitzat per Tom Cruise. Gràcies a aquest contacte, Daniel hi va obtenir un paper menor.
Dos anys més tard el guionista, actor i director Dan Aykroyd el va integrar en l'elenc de la seva pel·lícula Nothing but Trouble (1991), junts amb Chevy Chase, John Candy i Demi Moore. Va tenir després uns papers al llarg de la dècada dels ’90, encara que no van ser gaire importants. Per exemple el 1992, al costat de Christopher Lambert i Diane Lane amb Knight Moves.
També aquell mateix any va tenir un petit paper a Heroi per accident, una comèdia dramàtica amb Dustin Hoffman, Andy García, Geena Davis i Joan Cusack com a protagonistes. La pel·lícula narra la història d'un lladre que salva anònimament les víctimes d'un accident d'avió.
De 1993 fins als maig de 19999 va integrar l'elenc de la sèrie televisiva Homicide: Life on the Street interpretant un dels papers principals de la sèrie. Mentrestant, no es va allunyar tant del cinema a pesar que la seva sèrie li estava donant tot l'èxit que mai havia tingut. Així va aparèixer a Mulholland Falls: la brigada del barret (1996), una pel·lícula neo-noir, amb Nick Nolte i Jennifer Connelly com a protagonistes.
El 1998 Daniel va ser trobat corrent nu pels passadissos del New York’s Plaza Hotel, i posteriorment va ser arrestat per possessió de cocaïna. Després d'haver passat tres mesos en rehabilitació va confessar en una intervista a la revista People que la seva addicció havia començat el 1989. Aparentment recuperat, va ser coprotagonista amb James Woods en la pel·lícula de culte Vampires (1998), adaptada per John Carpenter de la novel·la del mateix nom. Un grup d'experts caçadors de vampirs hi arriba a un poble fantasma per desinfectar-lo de les criatures de la nit.
El 22 d'abril del 2006 va ser arrestat després d'una denúncia d'una dona que havia amenaçada. Va ser el primer d'una sèrie de delictes que Daniel va cometre aquest any. El 19 de juliol va ser posat sota custòdia després d'impactar el seu Ford Thunderbird contra dos cotxes aparcats a un carrer de Los Angeles. Aparentment al·lucinava i va ser posat en rehabilitació novament. El 7 de novembre el van tornar a arrestar a la ciutat de Santa Monica a Califòrnia, suposadament per robar un cotxe blanc. El van acusar de delicte major sota una fiança de 20.000 dòlars. Encara que es va descobrir que el cotxe era d'un amic, el fet de sostreure'l sense permís va rebre una multa.
El 2008 va protagonitzar la telerealitat Celebrity Rehab amb Brigitte Nielsen, l'actriu i model i Shifty Shellshock, excantant de Crazy Town, entre d'altres.
A partir d'aleshores, va continuar amb diverses papers en cinema i televisió. Va interpretar Moe Kitchener en la temporada 2009-2010 de Cold Case; va integrar els elencs de produccions cinematogràfiques i va protagonitzar les telerealitats I'm a Celebrity… Get M'Out of Here! i The Smoking Gun Presents: World's Dumbest.
El 2005, va aparèixer al programa de VH1 Celebrity Fit Club, unA altra telerealita al qual les celebritats amb sobrepès competeixen per veure qui pot perdre més pes. El 2007, Baldwin va aparèixer a Celebrity Rehab with Dr. Drew, una altra telerealitat de VH1 per tractar les addiccions a la droga; després de quatre episodis, va sortir del xou.
Va casar-se amb Cheryl Baldwin, Elizabeth Baldwin i finalment Isabella Hofmann, amb qui va tenir quatre fills.

## Filmografia
Les seves pel·lícules més destacades són:
- Born on the Fourth of July (1989)
- The Heroes of Desert Storm (1991)
- Harley Davidson and the Marlboro Man (1991)
- Embolics i més embolics (Nothing But Trouble) (1991)
- Knight Moves (1992)
- L'atac de la dona gegant (Attack of the 50 Ft. Woman) (1993)
- Car 54, Where Are You? (1994)
- Mort a la vista (1994)
- Sospites raonables (1995)
- Falsa evidència (1996)
- Una última copa (1996)
- Objectiu X (1996)
- Phoenix (1997)
- Un regal molt especial (1997)
- L'invasor (1997)
- Vol 335 (1998)
- Vampirs de John Carpenter (Vampires) (1998)
- Al límit (1998)
- Projecte Pandora (1998)
- Terrorisme nuclear (1998)
- Tro del desert (1998)
- Aigües mortals (1999)
- Vengança invisible (1999)
- Prova de valor (1999)
- Amenaça al bosc (1999)
- Trampa mortal (2000)
- Túnel (2000)
- Doble risc (Double Jeopardy) (2000)
- Cercle familiar (2000)
- Fall (2001)
- Testimoni (2001)
- Bare Witness (2002)
- Dynamite (2002)
- Stealing Candy (2002)
- Vegas Vampires (2003)
- Water's Edge (2003)
- King of the Ants (2003)
- Open House (2003) (TV)
- Anonymous Rex (2004) (TV)
- Paparazzi (2004)
- Irish Eyes (també coneguda com a Vendetta: No Conscience, No Mercy) (2004)
- The Real Deal (2004)
- Our Fathers (2005) (TV)
- Boardwalk Poets (2005)
- Sidekick (2005)
- I'll Be There with You (2006)
- Final Move (2006)
- The Beach Party at the Threshold of Hell (2006)
- The Blue Rose (2007)
- The Sopranos (2 episodis, 2007)
- The Devil's Dominoes (2007)
- Moola (2007)
- The Closer (1 episodi, 2008)
- Little Red Devil (2008)
- A Darker Reality (2008)
- Born of Earth (2008)
- The Truth Is Always Complicated (2009)
- Ashley's Ashes (2009)
- The Adventures of Belvis Bash (2009)
- Cold Case (3 episodis, 2009)
- Grey Gardens  (2009)
- Shadowheart (2009)